# Port Wing (Wisconsin)
Port Wing – jednostka osadnicza w Stanach Zjednoczonych, w stanie Wisconsin, w hrabstwie Bayfield.